# Rasmus Kofoed
Rasmus Kofoed (født 22. august 1974 i Birkerød) er en dansk kok og restauratør. I 2011 vandt han guldmedalje ved Bocuse d'Or. Han er medejer af den trestjernede Restaurant Geranium, der i 2010 genåbnede i Parken.

## Historie
Kofoed flyttede sammen med familien til Vordingborg, da han gik i 3. klasse.
Han er udlært på Hotel d'Angleterre, og blev senere køkkenchef på stedet. Han blev dog fyret i 2005, da han nægtede at sætte stjerneskud, pariserbøf og club sandwich på menukortet i hotellets restaurant. Han arbejdede på den to-stjernede restaurant Scholteshof i Belgien. Han var køkkenchef på en række københavnske restauranter, bl.a. Krogs Fiskerestaurant og Gastronomique, før han i foråret 2007 åbnede Geranium i Kongens Have sammen med Søren Ledet. Restauranten måtte trods en Michelinstjerne i 2008 lukke i 2009, men genåbnede i 2010.
Rasmus Kofoed har flere gange deltaget ved VM for kokke og har vundet både bronze og sølvmedalje. I 2010 vandt han guld ved EM for kokke og i 2011 vandt han guld i Bocuse d'Or.
I 2011 udkom portrætfilmen Verdens bedste kok om Kofoed instrueret af Rasmus Dinesen.
I 2023 føjede han rapper til sine titler.